# 杜伦大学
杜伦大学為一所坐落於英国東北英格蘭城市杜倫的著名公立研究型大学。于1832年通过国会法案正式成立，1837年被授予皇家宪章。是英格兰地區繼剑桥大学和牛津大学成立600餘年後首間被認可成立的大學，普遍被認為是英格兰第三古老的大学。杜倫大學為學院制大學，其與劍橋大學和牛津大學為英國僅存的三所中世紀學院制大學，因此在英國三校常被併稱為“Doxbridge”。
學術方面，杜倫大學為英國羅素大學集團成員，在英國國內穩定排名前5位，2021年《卫报》將其排名為英國第4位。以高中生的入學成績來看，杜倫大學2019年的平均UCAS成績為195分，在全國名列第5，為英國入學門檻最高的大學之一。國際排名上，2025年位居QS世界大学排名全球89位，其中神學與宗教 (7)、古典學與歷史 (6) 以及考古學 (5) 位居世界前10名。《泰晤士報》描述：「長久以來，杜倫大學是除了牛津大學和劍橋大學之外最好的選擇」，杜伦大学吸引了“大量来自中产阶级和更富有家庭的学生”，被視為英國傳統的貴族名校。
校園生活方面，杜倫大學以學院制聞名，目前有17所學院。不同於教學研究組織，各學院負責社交、娛樂及居住等職能，扮演學生校園生活的重要角色。每個學院高度自治，有著代表性的院徽、院服、格言、代表色和運動隊伍，並有獨立的圖書館、體育場、運動設施、教堂、酒吧和食堂，部分學院會固定舉行正式晚宴，需穿著黑袍參與。另外，杜倫大學也以體育活動著稱，學生的運動參與率達92%，長久以來高居英國大學之冠。校內共有52種不同項目的體育社團，並設置豪華的體育設施，包括英國僅有的世界標準規格擊劍場，以及英國唯三的室內划船池，板球、英式橄欖球、曲棍球及女子足球等項目也均有多位奧運代表選手及全國冠軍紀錄。
杜倫大學的现任校監是前美國國家安全會議（歐盟及俄羅斯）高級總監費安娜·希爾教授擔任，當前名譽學者包括14位皇家學會會員、17位英國國家學術院院士、14位社會科學術院院士、愛丁堡皇家學會的5位研究員、皇家文藝學會2名研究員和英國醫學科學院2名研究員。杜伦大学的毕业生会在自己的名字后面加注“Dunelm”（这是Durham的拉丁文缩写）来表示自己毕业于这所大学，視其為榮譽。

## 历史

### 起源

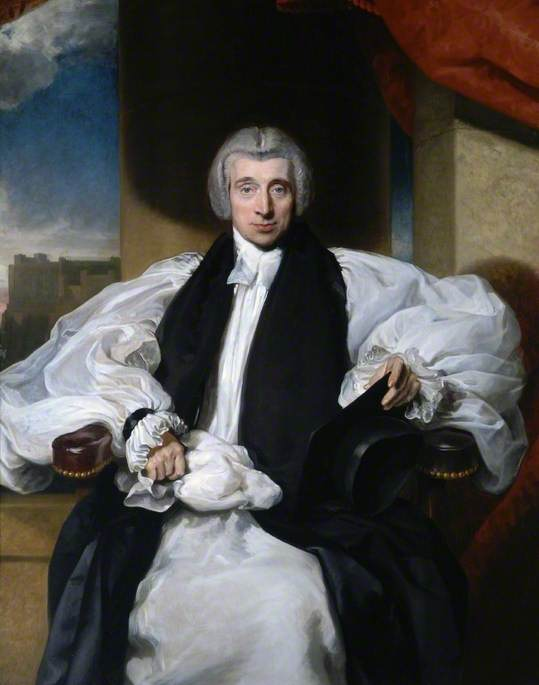
威廉·范·米爾德特, 杜倫主教及大學共同成立者

在1286~1291年之間，杜倫的本篤會修士在牛津大學建立了一棟大樓，作為學習的場所。1381年，時任杜倫大主教湯瑪士·哈特菲爾德 (Thomas Hatfield) 捐贈了一筆錢，成立杜倫學院 (Durham College)。杜倫悠久的神學教學使人們想在市內建立大學，時任英皇亨利八世和奧立佛·克倫威爾，於1657年發表專利特許證並提名監理和研究員以建立大學。但是，牛津大學和劍橋大學憂慮授予學位權力可能會影響他們的地位。因此直到1832年，國會才在查爾斯·索普 (Charles Thorp) 副主教的發起以及時任杜倫大主教威廉·范·米爾德特的支持下，通過了一項法案，許可杜倫大座堂得以部分教會財產建立大學之提案，杜倫大學因此而生，該法案於1832年7月4日獲得時任時任英皇威廉四世的御准。

### 教會大學（1832-1909年）

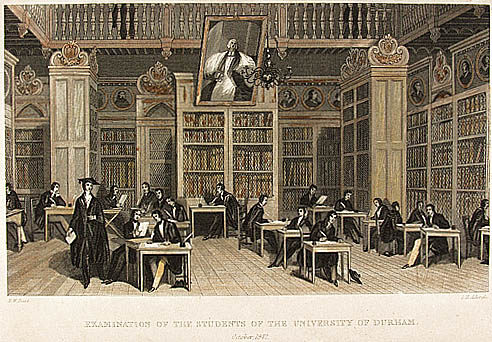
科辛主教圖書館裡舉辦的考試，1842

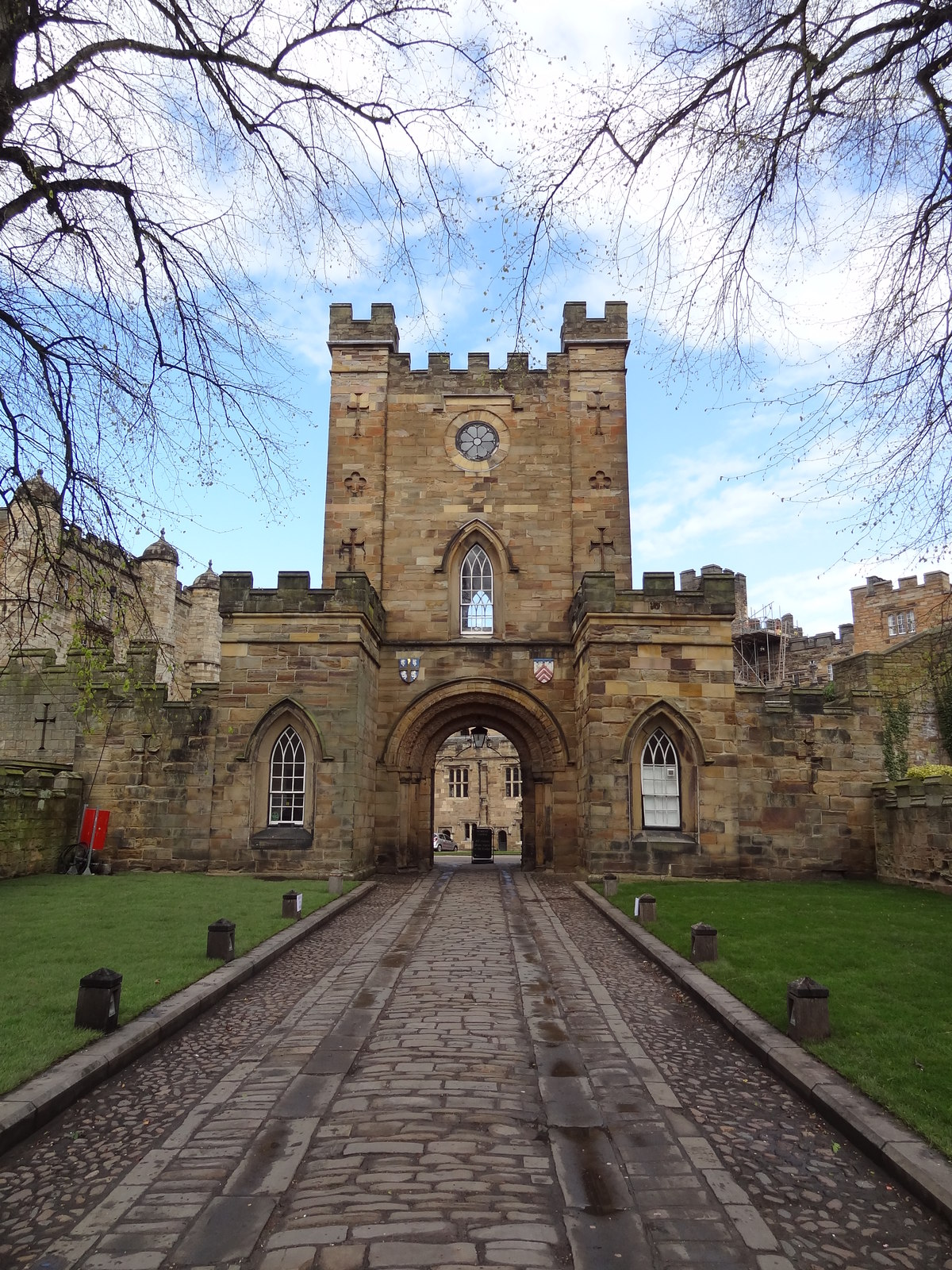
杜倫城堡（Durham Castle），目前世界仍為大學使用之最古老建築

杜倫大學於1833年10月28日開放。1833年到1837年，英女皇維多利亞登基後，女王會同樞密院發布命令授權大學使用杜倫城堡（過去為杜倫主教府）。
1846年，主教哈特菲爾德大樓 (Bishop Hatfield's Hall) (哈特菲爾德學院 / Hatfield College 的前身) 成立，为学生提供可負擔之价格的包餐的宿舍，這在當時是一個革命性的想法，並在後來得到廣泛傳播，而入住大学学院的学生则可能带一个仆人为他们解决烹饪、打扫等杂事。1852年位于紐卡素的医学院 (1834年建立) 成为了杜伦大学的一个学院，杜伦大学也就从杜倫扩至紐卡素。1871年增設了自然科学学院（1884年改名为科学学院，1904年再次更名为阿姆斯特朗学院）。聖卡斯伯特社群 (St Cuthbert's Society) 建立于1888年，主要由無學院、成熟男性組成，由學生自主經營。另外两个师范学院——1858年建立的聖希爾德女子师范学院 (St Hild's College) 和1839年建立的聖貝德男子师范学院 (College of the Venerable Bede)。1975年两者合二为一組成男女混合学院—希爾德貝德學院 (College of St Hild and St Bede)，1896年起它們成为了杜伦大学的一部分，1898年聖希爾德师范學院的毕业生也就成为了杜伦的首批女性毕业生。
1842年，杜伦联合会成立，它旨在提供一个讨论的空间，最早它在哈特菲爾德大樓的读书室举行活动。同时它也履行学生会的职责 (因此得名), 直到1899年杜伦学院学生代表议会成立，此处才分割成两个独立的机构，DSU和DUS (1963年改名为杜伦学生会 / Durham Students' Union)
在19世纪的大部分时间里，若想获得杜伦大学的学位都必须经过一个宗教考试。只有被认证的教堂才有权进行考试。这种状况一直到1871年大学考试法颁布之时才得以改变。英国圣公会教友可以进入杜伦学习而不需要通过宗教考试，只要他们完成了所有的课程就可以获得伦敦大学的学位。接下来由於在1895年颁布的补充憲章，允许妇女获得大学学位，女子旅舍 (Women's Hostel) 于1899年成立，其1919年更名圣玛丽学院 (St Mary's College)。

### 聯邦大學, 1909–1963年
杜伦大学的紐卡素校区包括阿姆斯特朗学院 (根据阿姆斯特朗勋爵命名) 和杜伦大学医学院, 这两所学院迅速发展, 并很快在人数上超过了杜伦当地各学院的总人数。而英国国教组建的聖查德學院 (St Chad's College) (成立于1904年) 和聖约翰学院 (St John's College) (成立于1909年) 也扩充了杜倫校区的规模。在1907这一年出现了一项草案, 其计划给位于杜伦的各个学院设置十年的期限, 十年之后由貴族院决定是否将它们迁往紐卡素 (如果草案通过，它将只保证大学可以在十年内占用杜伦的土地，此后貴族院有权将校址迁至紐卡素)。 時任杜倫選區國會議員在杜伦大学毕业生的支持下强烈反对这项法案, 该法案最终得到修改, 同意建立一所坐落于杜伦的联合大学。这次改革还把杜伦大学从国教会的主教和圣品人的手中解放出来, 在此之前，他们一直是名义上的学校掌权者。30年后, 1937年的皇家委员会建议对联合大学的章程做一些修改, 这些改动直接导致了位于紐卡素的两所学院合并为英皇學院 (King's College)。整个大学的副校长由杜伦学院的院长和国王学院的院长轮流担任。时至今日，我们依然可以看到这项制度的影子，人们仍然沿用“副校长和学监”这样的说法来称呼杜伦大学的名誉校长。
第二次世界大战之后，杜倫校区进入了高速发展阶段。聖愛丹社群 (St Aidan's Society) (1965年后更名为聖愛丹学院) 建立于1947年, 为無住宿的女性提供食宿; 后来学院腹地扩大至埃爾維特山 (Elvet Hill), 这一举措扩展了杜伦大学已有的纯科学领域的教学区, 并增设应用科学和工程学。
1947年, 伊丽莎白公主 (后成为英女皇伊利沙伯二世) 为矗立在埃爾維特山上的新圣玛丽学院 (St. Mary's College) 奠基。这座新建筑于1952年投入使用, 其被认为是英国最后一座由政府出资建造的、为大学所拥有的石制建筑。同年, 有人提出把杜伦大学的名字改为“杜倫-紐卡素大學”；同时，要求杜倫校区和紐卡素校区分离成为两个独立大学的声音也再度高涨。这项要求分校的提议在由教职工参加的大学评议会上遭到否定, 反对票与赞成票的比数为135比129。11年之后, 根据泰恩法出台的《杜伦-紐卡素大學条例》, 英皇學院于1963年独立为紐卡素大學。此后的杜伦大学, 全部学院都聚集在杜伦市。

### 現代大學, 1963–1999年
與紐卡素分離時, 杜伦大学埃爾維特山 (Elvet Hill) 新校址已经建成, 格雷学院 (Grey College) 以杜伦大学建校时英国首相查爾斯·格雷的名字命名, 作为第一所新学院, 于1959年成立。埃爾維特山 (Elvet Hill) 校址还在不断的扩建，范·米爾德特學院 (Van Mildert College) 和杜伦商学院 (Durham Business School) (1965年)、特里维廉学院 (Trevelyan College) (1966年) 以及科林伍德学院 (Collingwood College) (1972年) 和一座植物园 (1970年) 均先后建成。
然而，这些还远不是杜伦大学在此期间的全部发展。为研究生提供住宿的研究生协会于1965年成立 (2003年更名为烏斯蒂諾夫學院 / Ustinov College)。早在1808年成立的罗马天主教神学院伍绍学院（Ushaw College）也于1968年被批准可以接收学生住宿。男女合校趋势进一步发展，1988年最後一間男子学院哈特菲爾德学院（Hatfield College）开始混合，隨後是特里维廉女子学院 (Trevelyan College) ，1992年，圣玛丽学院就成为唯一一所单性别学院 (自2005年亦开始招收男生)。

#### 斯托克頓的發展, 1992–1999
1992年，杜伦大学和蒂斯河谷大学进行了联合办学, 蒂斯河谷大学地区联合大学学院 (University College on Teesside of the Universities of Durham and Teesside (JUCOT) )自此成立，该校位于杜倫以南25英里 (40公里) 的斯托克頓自治镇的索納比。原本这个学校将向学生授予由两个学校共同认证的联合学位（文学学位和理学学位）。但由于蒂斯河谷只是一所在1992年新近成立的大学，这就使她在管理这个学院的时候遇到了困难，因而自1994年起杜伦全权管理了这个新学院。在杜伦的整合规划开始后，这个学院在1996年成为了斯托克頓学院，也就是杜伦大学的又一个新学院。更进一步的整合使得这个校区在1998年的时候被重新命名为斯托克顿校区 (University of Durham, Stockton Campus), 学院的教学职能被移出。

### 21世紀
2001年, 两个新学院在斯托克顿校区成立, 取代了斯托克顿学院, 以医学家約翰·斯諾以及鐵路工程師喬治·史蒂芬生的名字命名的。与此同时, 新的医学院 (与紐卡素大學联合管理) 迎来了他们自1963年以来的首批医学生。在2002年12月20日, 也就是英女王执政50周年之际，斯托克顿校区被赐名为女皇校区 (Queen's Campus)
截至2005年，斯托克顿女王校区中的学生已占学校总人数的18%。鉴于未来的扩招计划, 这一比例在今后几年可能还会提高。2007年的时候, 校园内的自助餐厅河畔小屋 (Cafe Aroma) 重新整修变成了校园里的咖啡厅。而杜伦原来的学院酒吧则归学校管理而非JCR或学生会。
对于斯托克顿的女王校区来说, 有一个奇怪的现象就是女王校区其實是位于蒂斯河南岸的索納比, 而并非斯托克顿。几个世纪以来, 约克郡和達勒姆郡这两个古代郡的历史分界线是蒂斯河, 而索納比是北约克郡最北部的城镇之一。1968年蒂斯河谷建立, 蒂斯河两岸的区域都从它们原来的行政郡移出。1974年, 蒂斯河谷自己也被吸纳进了克利夫兰郡。1996年, 当地政府部门变动, 克利夫兰郡被拆分为目前的四个单一管理区：米杜士堡, 哈特爾浦, 雷德卡和斯托克顿。最近的这次重组使得索納比成为斯托克顿自治镇的一部分。而斯托克顿在蒂斯河北岸, 同时又是達勒姆郡最南边的城镇之一。以上所有这些导致杜伦大学相当大的一部分实际分布在北约克郡名誉郡而非達勒姆郡。更加混乱的是, 杜伦大学计划将校园逐步向蒂斯河北岸扩展, 这样就使得该校区要坐落在两个名誉郡中。
2005年，学校发布了一套全新的字体样式并开始使用“杜伦大学” (Durham University) 作为新的名称。不过, 机构的官方名称依然是原来的“杜伦大学” (University of Durham), 所使用的盾徽标志也并未改变。
二十世纪下半叶，在校生数量有了可观的增长, 并随着斯托克顿女王校区的开张而不断增加, 最新的增长得益于政府关于促进高等教育的相关政策。1989年, 学校创立了募捐基金会和校友办公室, 在与校友会的共享中得到了数份大额资助, 这其中包括中东研究中心, 物理院系和沃尔夫森研发中心 (Middle Eastern Studies, the Department of Physics and the Wolfson Research Institute)。2006年10月，約瑟芬·巴特勒學院 (Josephine Butler College) 在埃尔韦希尔路的豪兰农场 (Howlands Farm) 开放，这是继70年代科林伍德学院之后在杜伦本市成立的唯一一个新学院, 也是杜伦大学唯一为学生专门提供厨房以供准备餐饮的学院。
2009年7月, 继耶鲁大学和新加坡国立大学之后, 英国前首相托尼·布莱尔宣布了与杜伦大学建立战略合作伙伴关系, 以此来为20所世界顶尖大学建立一个全球网络, 与托尼·布莱尔基金会一起传递信仰和关于全球化的倡议。
2010年5月, 杜伦大学代表英國与美国的达特茅斯学院, 加拿大的女王大学, 新西兰的奥塔哥大学, 德国的图宾根大学, 澳洲的西澳大学以及瑞典的乌普萨拉大学7所國立大學組成了著名的七姊妹星團大學聯盟。
2012年, 杜伦大学加入英国大学的罗素集团。
2016年6月, 杜伦大学加入欧洲大学科英布拉集团。12月, 北京故宫博物院院长单霁翔和杜伦大学副校长大卫·考林代表共同签署了《中国故宫博物院与英国杜伦大学合作谅解备忘录》。
2018年，杜伦大学宣布斥资£105,000,000英镑建造两所新的学院, 预计将在2020年向学生开放。而在2020年開放了南方學院 (South College), 而另外一個學院將會在2026/27學年落成。

## 学校组织及机构

### 学年
每学年由三个学期组成。米迦勒节学期 (Michaelmas Term) 从10月份上旬开始到12月上旬结束共10周; 主显节学期 (Epiphany Term) 从1月份上旬开始到3月份下旬结束共9周; 复活节学期 (Easter Term) 从4月份下旬至6月份下旬共9周。米迦勒节学期的第一个教学周于10月的第一个周四正式开始, 结束于下一个周三; 其他每学期的教学周每周一开始。大学内部把米迦勒节学期开始后的10个星期划分为“杜伦周” (Durham Weeks)。

### 学生学院
与牛津大学和剑桥大学类似, 杜伦大学也实行学院制。所有杜伦大学的学院均为1988年教育改革法所规定的“注册实体”, 即“为英国政府所承认的, 能够提供某被认可机构的学位课程的实体”
与牛津大学和剑桥大学的学院享有的独立性不同, 大部分杜伦大学的学院是由大学所有并直接管理的。不同于牛津大学、剑桥大学、威爾斯大學以及伦敦大学各学院的是, 大多数杜伦大学的学院并不提供正式的课程。各学院主管大学内部的学生住宿、社团活动、体育活动、以及宗教活动, 并且在学院管理中有大量学生自身的参与。
几乎每个学院都会举办正式晚餐 (Formal Dinners)。参与正餐以及其他很多学院活动的学生需要穿着正式的, 并且不同于其他学院的学位袍。学院之间有着大量的竞赛, 尤其是划船比赛以及其他的体育项目。同时, 在城堡周围的老学院 (Baileys) 以及在丘陵地区的新学院 (Hills) 之间也存在着竞争关系。
學院列表:
Hill = 埃爾維特山丘校區，Bailey = 貝利城壁校區，Gilesgate = 詹理斯門，Sheraton Park = 喜來登園區
|  | 科林伍德                                                   | Hill          | 1972            | 1561 | 否 | 雄鹿 (Colin G Wood)     | 法語: Aime le Meilleur (愛最大)                                           | 人物: 爱德华·科林伍德CBE FRS FRSE DL (1900-1970) 專長: 數學家以及科學家 代表色: 白色 | Archive.today的存檔，存档日期2012-12-23 |  |  |  |  |  |  |  |  |  |  |  |  |  |  |  |  |
|  | 格雷                                                       | Hill          | 1959            | 1276 | 是 | 鳳凰 (Felix)            | 拉丁語: Gradibus ascendimus (步步高升)                                    | 人物: 查理斯·格雷伯爵 KG PC (1764-1845) 專長: 英国首相以及政治家 代表色: 金色 | （页面存档备份，存于）                  |  |  |  |  |  |  |  |  |  |  |  |  |  |  |  |  |
|  | 哈特菲尔德                                                 | Bailey        | 1846            | 1329 | 是 | 獅子 (Timba)            | 拉丁語: Vel Primus Vel Cum Primis (成為第一或與之同行)                    | 人物: 哈特菲爾德大主教 (1309-1381) 專長: 杜倫大主教 代表色: 海軍藍 | （页面存档备份，存于）                  |  |  |  |  |  |  |  |  |  |  |  |  |  |  |  |  |
|  | 約翰·斯諾                                                  | Hill          | 2001            | 936  | 是 | 雪豹 (Snowy)            | 拉丁語: Per scientiam et prudentiam quaere summam (以知識與智慧追尋最高)  | 人物: 約翰·斯諾 (1813-1858) 專長: 醫學家 (麻醉學和流行病學) 代表色: 藍色 | （页面存档备份，存于）                  |  |  |  |  |  |  |  |  |  |  |  |  |  |  |  |  |
|  | 约瑟芬·巴特勒                                              | Hill          | 2006            | 1315 | 是 | 鼴鼠 (Butler)           | 法語: Comme je trouve (坦然接受 ; 盡己所能)                               | 人物: 约瑟芬·巴特勒 (1828-1906) 專長: 女性主義提倡者以及改革家 代表色: 黃色 | （页面存档备份，存于）                  |  |  |  |  |  |  |  |  |  |  |  |  |  |  |  |  |
|  | 南方 South College                                         | Hill          | 2020            | 1073 | 是 | 貓頭鷹 (Oswald)         | 拉丁語: Libertas, Aequalitas, Civitas Totius Mundi (自由, 平等, 四海一家) | 人物: 沒有代表人物 代表產物: 七姊妹星團 The Pleiades 意義: 很多人只看到一個人的特長, 但是由很多人想組起來的力量將會很大, 而我們也正在發光發亮中。 代表色: 紫色 | （页面存档备份，存于）                  |  |  |  |  |  |  |  |  |  |  |  |  |  |  |  |  |
|  | 聖愛丹 St Aidan （页面存档备份，存于）                     | Hill          | 1947            | 1190 | 否 | 獾 (Badger)             | 拉丁語: Super fundamentis certis (於磐石之上）                            | 人物: 聖愛丹 (林迪斯法恩) （页面存档备份，存于） Saint Aidan of Lindisfarne (589-651) 專長: 女性修道人 代表色: 綠色 | （页面存档备份，存于）                  |  |  |  |  |  |  |  |  |  |  |  |  |  |  |  |  |
|  | 聖乍得 St Chad （页面存档备份，存于）                      | Bailey        | 1904            | 559  | 是 | 山羊 (Goat)             | 拉丁語: Non vestra sed vos (不是你擁有些什麼，而是你是什麼樣的人)         | 人物: 聖乍得 (麥西亞) （页面存档备份，存于） Saint Chad of Mercia (631-672) 專長: 約克大主教 代表色: 軍綠色 | （页面存档备份，存于）                  |  |  |  |  |  |  |  |  |  |  |  |  |  |  |  |  |
|  | 聖卡斯伯特 St Cuthbert （页面存档备份，存于）              | Bailey        | 1888            | 1408 | 否 | 老虎 (Cuth) 企鵝 (Lash) | 拉丁語: Gratia gratiam parit (友情帶來友誼)                               | 人物: 聖卡斯伯特 (林迪斯法恩) （页面存档备份，存于） Saint Cuthbert of Lindisfarne (634-687) 專長: 守護聖者 代表色: 黑綠色 | （页面存档备份，存于）                  |  |  |  |  |  |  |  |  |  |  |  |  |  |  |  |  |
|  | 聖希爾德-聖貝德 St Hild and St Bede （页面存档备份，存于） | Gilesgate     | 1975            | 1336 | 否 | 熊 (Bedo)               | 拉丁語: Eadem mutata resurgo (一再奮起，變而不變)                         | 人物:此學院有兩位代表人物 男: 聖貝德 (諾森伯倫) （页面存档备份，存于） Saint Bede the Venerable (672-735) 專長: 守護聖者, 開國元勛 代表色: 天藍色 女: 聖希爾德 (惠特比) （页面存档备份，存于） Saint Hilda of Whitby (614-680) 專長: 修女, 守護聖者 代表色: 深紫色 | （页面存档备份，存于）                  |  |  |  |  |  |  |  |  |  |  |  |  |  |  |  |  |
|  | 聖約翰 St John （页面存档备份，存于）                      | Bailey        | 1909            | 719  | 是 | 鱷魚 (Olav)             | 拉丁語: Fides nostra victoria (勝利是我們的信念)                          | 人物: 播道者聖約翰 （页面存档备份，存于） Saint John the Evangelist (c.8-96) 專長: 福音書作者 代表色: 湖水綠 | （页面存档备份，存于）                  |  |  |  |  |  |  |  |  |  |  |  |  |  |  |  |  |
|  | 聖瑪莉 St Mary （页面存档备份，存于）                      | Hill          | 1899            | 971  | 是 | 狐獴 (Mary)             | 拉丁語: Ancilla Domini (主的婢女)                                         | 人物: 聖母馬利亞 （页面存档备份，存于） Saint Mary (c.16 BC-57 AD) 專長: 猶太婦女, 耶穌的母親 代表色: 淡紫色 | （页面存档备份，存于）                  |  |  |  |  |  |  |  |  |  |  |  |  |  |  |  |  |
|  | 史蒂芬森 Stephenson （页面存档备份，存于）                 | Hill          | 2001            | 1492 | 否 | 龍 (Stevo)              | 拉丁語: Me quondam mirabitur orbis (有一天讓世界驚艷)                     | 人物: 佐治·史提芬森 （页面存档备份，存于） George Stephenson (1781-1848) 專長: 機械工程師, 發明家 (鐵道之父) 代表色: 紅色 | （页面存档备份，存于）                  |  |  |  |  |  |  |  |  |  |  |  |  |  |  |  |  |
|  | 特里維廉 Trevelyan （页面存档备份，存于）                  | Hill          | 1966            | 978  | 是 | 馬 (Trevor)             | 拉丁語: Vera fictis libentius (真實勝於虛假)                              | 人物: 佐治·麥考萊·泰瑞維廉 George Macaulay Trevelyan OM CBE FRS FBA (1876-1962) 專長: 歷史學家 (不列顛史) 代表色: 桃紅色 | （页面存档备份，存于）                  |  |  |  |  |  |  |  |  |  |  |  |  |  |  |  |  |
|  | 大學 University （页面存档备份，存于）                     | Bailey        | 1832            | 1332 | 是 | 無                      | 拉丁語: Non nobis solum (不僅為吾人)                                      | 人物: 沒有代表人物 代表產物: 杜倫大學 Durham University 意義: 我們沒有代表人物, 因為要保留最老學院地位, 但是注意在本院的穿著內衣的瑪麗蓮·夢露雕像, 因為它受到聖瑪麗橄欖球隊的嫉妒以及保護 代表色: 粉紅色                                                           | （页面存档备份，存于）                  |  |  |  |  |  |  |  |  |  |  |  |  |  |  |  |  |
|  | 烏斯汀諾夫 Ustinov （页面存档备份，存于）                  | Sheraton Park | 1965 學院: 2002 | 1221 | 是 | 鴨嘴獸 (Peter)          | 拉丁語: Diversitate Valemus (多元是我們的力量)                            | 人物: 烏斯汀諾夫爵士 （页面存档备份，存于） Sir Peter Alexander Ustinov CBE FRSA (1921-2004) 專長: 電影演員, 監製以及劇作家 代表色: 黑色 | （页面存档备份，存于）                  |  |  |  |  |  |  |  |  |  |  |  |  |  |  |  |  |
|  | 范·米爾德特 Van Mildert （页面存档备份，存于）             | Hill          | 1965            | 1582 | 否 | 鴨子 (Duck)             | 拉丁語: Sic vos non vobis (行動，不僅為己)                                | 人物: 范米爾德特大主教 （页面存档备份，存于） Bishop William Van Mildert (1765-1836) 專長: 杜倫大主教 代表色: 橙色 | （页面存档备份，存于）                  |  |  |  |  |  |  |  |  |  |  |  |  |  |  |  |  |
|  |                                                            |               |                 |      |    |                         |                                                                           | |                                         |  |  |  |  |  |  |  |  |  |  |  |  |  |  |  |  |

### 教學單位
杜伦大学的教學組織分为四大學術領域: 自然科學、藝術與人文、社會科學與健康以及商學。
| 自然科學 | 生物科學學院 （页面存档备份，存于） | 工程學院 （页面存档备份，存于） |
| 自然科學 | 化學學院 （页面存档备份，存于）     | 數學學院 （页面存档备份，存于） |
| 自然科學 | 電機學院 （页面存档备份，存于）     | 物理學院 （页面存档备份，存于） |
| 自然科學 | 地球科學院 （页面存档备份，存于）   | 心理學院 （页面存档备份，存于） |

| 藝術與人文 | 經典與古代史學院 （页面存档备份，存于）   | 哲學院 （页面存档备份，存于）         |
| 藝術與人文 | 英語研究學院 （页面存档备份，存于）       | 神學與宗教學院 （页面存档备份，存于） |
| 藝術與人文 | 歷史學院 （页面存档备份，存于）           | 音樂學院 （页面存档备份，存于）       |
| 藝術與人文 | 現代語言與文化學院 （页面存档备份，存于） | 藝術史學院                            |

| 社會科學與健康 | 人類學院 （页面存档备份，存于）                 | 政府與國際事務學院 （页面存档备份，存于） |
| 社會科學與健康 | 考古學院 （页面存档备份，存于）                 | 法學院 （页面存档备份，存于）             |
| 社會科學與健康 | 教育學院 （页面存档备份，存于）                 | 社會學院 （页面存档备份，存于）           |
| 社會科學與健康 | 地理學院 （页面存档备份，存于）                 | 體育與運動科學學院 （页面存档备份，存于） |
| 社會科學與健康 | DCAD（杜倫學術發展中心） （页面存档备份，存于） |                                           |

| 商學 | 會計學院 （页面存档备份，存于）       | 經濟與金融學院 （页面存档备份，存于） |
| 商學 | 行銷與管理學院 （页面存档备份，存于） |                                       |

## 学术

### 入学条件
英國中学生的平均UCAS成绩为524分 (2016/17)，就入学要求来看，杜伦大学在全国名列第4 (仅次于牛津，剑桥和帝国理工)。
杜伦大学的在读学生由11,409名本科生和4,098名研究生组成。
杜伦大学85.7%的人口来自于中產階級家庭和菁英家庭，这一比例位于全英第五。
少数民族和女性分别占全日制学生人数的12.24%和51.32％。
就2007年的本科生而言，杜伦大学共收到29,712份申请，其中36.8％来自私立学校，9.2％来自少数民族。最终有32％的申请人成功被杜伦大学录取。
杜伦大学要求申请法律学位的学生参加LNAT入学测试，申请内外全科的医学士参加UKCAT入学测试。
杜伦大学还在凡米尔德特学院举办资优天才夏季学校并参加杜克大学的暑期研习项目，作为其扩大招生政策的一部分。

### 科研概况
杜伦大学是羅素大学集团 (The Russell Group)，virgo协会和N8大学联盟中的一员。卫报的非官方排名显示，在英国基金委员会2001年研究评估活动中，杜伦因其研究质量位居124个机构中的第18位。87%的大学学术人员分布在研究评级为5或者5*的科系，而杜伦的研究均分也达到了5，“在杜伦所递交的科研中，超过一半达到国际级优异水平，而剩余的也达到了国家级优异水平”。就各自的学术院系来讲，地理学院被认为是英国最好的地理系之一，并且是许多研究领域中的世界领先者，达到了5*的水平。其他得到RAE5*水平的有应用数学、物理、化学、英语、历史、和法律学科。
由英国政府、《泰晤士报》、《卫报》和《独立报》主办的全国研究评定中（RAE2008），杜伦根据均分可以并列第13位，而提交的30份研究的质量指数位则居第12位。RAE的结果也表明杜伦是英国最好的大学之一，尤其是在考古学、地理、神学方面更是一流。超过60.9%的研究达到了4*（世界领先）或者3*（国际优秀）的等级，91.6%达到4*、3*、和2*（国际质量）的等级。
根据汤姆森路透的基础科学指标（1998-2008），杜伦物理系在空间科学和天体物理学方面被排在欧洲第一和世界第四。 同时在2005年，《泰晤士报高等教育增刊》將杜伦大学的科学研究的引用排名为英国第一的大学。

### 声誉和排名
杜伦被普遍认为是最具声望和优秀英国大学之一。根据2020年《衛报》发布的英國大学排名榜，杜伦大学的许多课程都名列前茅，尤其是它的英文系被排在了英國第一位：
- 杜伦大学在英國大学排名榜中排在前三位的专业分别是： 考古学，人类学，法语，工程学，地理，历史，伊比利亚语，意大利语，神学和宗教学。
- 排在前五位的专业是（包括前面提到的學科）：生物，科学，德语，古罗马历史，数学，中东及非洲研究，哲学，物理和天文学，俄语和东欧语，社会工作，社会学和运动学。
- 排在前十位的专业是（包括前面提到的学科）：金融会计，亚洲研究，经济学，教育，地质学，法律，语言学，医学，音乐，政治和社会学。

在2021年的《衛报》英國大學综和排名中，杜伦大學位列英國國內大學第4位（僅次於牛津大學，劍橋大學及聖安德鲁斯大学）。
在2020年的NSS（National Student Survey （页面存档备份，存于））排名中，杜伦大学的整體滿意度達到87.3％，是羅素集團中排名最高的大學。
杜伦大学的总体排名在“星期天泰晤士报大学指南”对过去十年（1997~2007）的累积排名榜的研究中位于第11位，同时它也被称为英国顶级大学团体“萨顿13”的成员之一。
|                | 2022 | 2021 | 2020 | 2018 | 2017 | 2016 | 2015 | 2014 | 2013 |
| -------------- | ---- | ---- | ---- | ---- | ---- | ---- | ---- | ---- | ---- |
| 星期日泰晤士報 |      | 6    | 7    | 5    | 4    | 5    | 6    | 6    | 5    |
| 完全大学指南   | 5    | 7    | 6    | 6    | 6    | 5    | 5    | 5    | 5    |
| 卫报大学指南   |      | 4    | 5    | 4    | 6    | 6    | 8    | 6    | 7    |

|                            | 2022 | 2021 | 2020    | 2019    | 2018    | 2017    | 2016    | 2015    | 2014    |
| -------------------------- | ---- | ---- | ------- | ------- | ------- | ------- | ------- | ------- | ------- |
| 世界大学学术排名           |      |      | 201–300 | 201–250 | 201–250 | 201–250 | 201–250 | 151–200 | 151–200 |
| 泰晤士高等教育世界大学排名 |      | 149  | 133     | 114     | 97      | 96      | 70      | 83      | 80      |
| QS世界大学排名             | 82   | 86   | 78      | 74      | 78      | 74      | 61      | 92      | 90      |
| U.S. News世界大学排名      |      | 238  | 210     |         |         |         |         |         |         |

## 学生生活

### 住校生活
杜伦大学要求本科学生在第一年必须住校，但对于个别住在校外的学生在第二年可以选择回到学院住宿，不过这通常要经由一个投票系统来决定。学院的导师制度在学生的精神关怀及社交方面扮演了重要的角色，同时，各学院亦设有大学生联谊厅为本科生组织活动和组建社团所用，类似的研究生联谊厅和教职工联谊厅也分别作为研究生和教职工的活动中心。每个学院都有个唯一的识别标志，并为学生提供多种设施，包括计算机房、图书室、网球场及健身房等。大部分学院有自己的运动队并参加院际比赛，如常规的杜伦学院赛艇；学院还有自己的剧团及管弦乐队，与学校级别的运动队和其他校级组织平行运作。

### 学生组织
杜伦校园中大约有130个学生俱乐部和其他组织，其中包括各种学生管理组织、兴趣小组、及其他服务类组织。上述组织由杜伦学联进行许可，大部分组织的经费亦来源于杜伦学联，而且在和学校行政机构打交道时，杜伦学联会代表学生的的利益。杜伦学联也经常在杜耐尔姆大楼组织活动，包括俱乐部之夜如“声之星球”、“左轮手枪”（另类独立摇滚）、“扭曲”（地下电音）、还有爵士咖啡座等。此外，杜伦学联还经营着喜剧咖啡馆、新生舞会、静音迪斯科、以及复古时尚集市等等。

### 学生传媒
杜伦学生独立创建的《帕拉丁》（Palatinate）是一份从1948年就开始发行的半月刊。值得注意的是，乔治·阿拉加、亨特·戴维斯、皮尔斯·麦前特、蒂莫西·劳伦斯、杰里·维纳和哈罗德·埃文斯（George Alagiah,Hunter Davies,Piers Merchant, Timothy Laurence,Jeremy Vineand Harold Evans.）都曾担任过该报纸的主编。
紫色电台（Purple Radio ）创建于2005年，是得到学校认可的网络广播。它的工作室也位于杜耐尔姆大楼，由学生志愿者负责运作。
杜伦的学生喜欢在“杜伦21（Durham21）”上表达自己的意见和看法，这是一个成立于2001年的独立学生网站，在过去的6年里5次赢得了全国学联的网站年度大奖，并且目前仍是这个奖项的持有者。
杜伦大学有有一本自己的文学杂志叫做“小树丛（The Grove）”，每年出版5次，并且每学期都会出一期艺术期刊，在这里刊登的诗歌、小说、照片和艺术品都是选自学生提交的作品。
“无伤大雅”是学生自行创建的讽刺型报刊。其他的大学出版物还包括学院自己的杂志，如哈特菲尔德学院的“哈特菲尔德人（Hatfielder）”，和圣查德学院的“博格西特（Bog Sheet ）”。

### 公民责任
杜伦学生行动组织（Durham's Student Community Action （SCA） ）统领着45个在杜伦和周边地区进行的志愿项目。这些项目包括指导GCSE和 A Level的学生、一个为期一周的“学生支持·孩童成就”的项目以帮助那些列名于“高危名单”上的孩童、为老年人提供园艺和粉刷服务、以及体育训练指导等等。

### 杜伦大学慈善动员
杜伦大学慈善委动员（DUCK – Durham University Charity Kommittee）原来就是大学里的学生募捐周。原先DUCK成立时只持续一周，现在通过全年举办的各种活动为当地或者国家的慈善机构募集资金已经成为它一个重要特色。每个学院都会和学校一起举行各种活动，比如“回到学校”晚会、木筏竞赛、篝火、徒步游行、跳伞、三峰以及五峰挑战赛。DUCK还会组织去喜马拉雅山区、约旦、其力马扎罗山的冒险活动以募集资金，DUCK同样参与了学校运作的“斯里兰卡计划”和“泰国计划”。
2009年7月，DUCK成为了全球非政府机构珊瑚沙洲保护组织（NGO Coral Cay Conservation）的一员。
杜伦运动队的社区互动（Team Durham Community Outreach）是一个旨在通过体育运动给予帮助和机会的体育社区项目。这个项目开展了许多活动，比如为来自Youth Engagement Service的孩子们组织夏令营活动，给他们提供在当地学校学习的机会，并且让他们亲自参与体育活动。

### 运动
杜伦大学中92%的学生参加体育运动，杜伦运动队组织了50个校级运动俱乐部，这些俱乐部主要位于梅登堡的格雷汉姆运动中心。在梅登堡有26块场地，包括橄榄球、长曲棍球、网球等运动项目的场地。另外，其他的设施还包括11个船屋、两块人造草皮、一个健身室、和举重练习室。杜伦大学的Racecourse还有8块供板球，橄榄球、壁球、和足球运动的场地。
杜伦大学被英国和威尔士板球董事会以及玛丽列本板球俱乐部公认为是板球精英的中心之一（有资格举行六个一级赛事中的一个）。另外，杜伦划船和击剑赛事也被认为是无与伦比的。杜伦大学还负责举办运动大会，它拥有一个英国运动委员会的场地和英国奥林匹克的流动场地。在2007到2008年度，英国全国大学运动组织宣布，杜伦的所有运动项目综合排名第四。此外，杜伦也是划船赛事的冠军，并且六年来从未让夺冠旁落。
杜伦大学是参加“德牛剑锦标赛 (Doxbridge Tournament)”的三所大学之一。所谓的“德牛剑锦标赛”，也就是杜伦，牛津，剑桥三所大学之间的体育比赛。杜伦大学赛艇俱乐部和纽卡斯尔大学的比赛在杜伦莱格塔和諾森伯倫水系（Durham Regatta and the Northumbrian Water）举行，12年来只输了一场比赛。

### 音乐和戏剧
杜伦大学拥有繁荣的剧院基础，一个主干社团（杜伦学生剧院协会Durham Student Theatre）就有超过600个活跃会员。学校大剧院Assembly Rooms在学期内每周都会排练学生的作品，而且它是学生作品得以演出的唯一场地。“学院四重奏”、“城堡礼拜”、“在夏天”、“爱丁堡边缘文化节”、以及其他受欢迎的节目都会上演。有过25个戏剧公司加入了杜伦学生剧院协会，他们以制作高质量和丰富多样的戏剧出名。其中一个公司成立了“杜伦大学光线剧团”，他们每年制作四场音乐剧，特别受欢迎的将于第二个学期在Gala剧院演出。自从1975年以来，杜伦大学每年都负责举办杜伦戏剧文化节（Durham Drama Festival）。
音乐在杜伦也是比较受欢迎的娱乐项目。杜伦大学诗班和管弦乐队 (Durham University Chamber Choir and Orchestral Societies) (包括帕拉丁管弦乐队 Palatinate Orchestra ) 尤其出名。杜伦主教座堂诗班给杜伦大学学生提供了七项奖学金项目。一些学院比如大学学院，海特菲尔德学院，圣查德学院，圣约翰和赫尔德彼得学院也为将来杜伦读书的学生提供风琴及合唱队奖学金。

## 校友
杜伦校友在各种组织以及如年度聚会、聚餐、舞会等活动上一直表现得很活跃。从国际校友会到学院校友会再到各种校友运动团体，目前共有67个与杜伦相关的协会为109,000多名在世的校友服务。许多杜伦校友在社运、政界、法律界、科学界、学术界、商界、艺术界、媒体界、运动界、以及其他领域都做出了巨大的贡献。

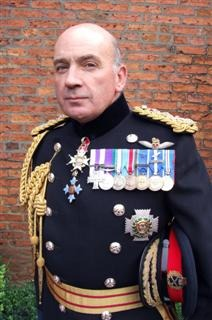
前英國陸軍總參謀長查德·丹纳特

米尔顿·马尔盖爵士，塞拉利昂的首位首相，于1926年获得医学学位。约翰·道格拉斯，这位昆士兰的第7任总理毕业于1850年并取得了艺术学位。亨利·荷兰，首位纳兹福德子爵，1887年至1892年间的殖民地事务大臣，于1847年获得法律学位。赫伯特·拉明和巴伦·拉明，领导了连环杀手哈罗德·西普曼案件的调查，并且以Baby P的死为线索彻底调查了英国的社会服务状况，他们1960年毕业于应用社会研究专业，与他们一起毕业的还有戴姆·卡罗琳·斯威夫特，西普曼案件的首席律师。此外，莫·摩兰姆（社会学和人类学专业），爱德华·利（历史专业），克里斯平·布伦特（政治专业），也都是活跃在政界的著名校友。在军事领域的毕业生包括英国陆军总参谋长、将军理查德·丹纳特爵士（经济史专业），国防资产最高行政长官、也是安妮公主的丈夫、海军中将蒂姆·劳伦斯（地理专业），还有少数民族在英国军队中军衔最高的海军少将阿姆贾德·侯赛因（工程专业）。以及杜叶锡恩-香港著名的社运人士及教育工作者，40年多年来一直服务香港和为社会基层争取权益。
在研究领域，杜伦的毕业生包括坦普尔顿奖获得者约翰·巴罗教授（数学和物理学，1974），受美国宇航局邀请研究阿波罗11号从月球带回岩石样本的乔治·布朗爵士（化学和地质学，1950），亚原子粒子K介子的共同发现者乔治·罗契斯特教授（1926），以及皇家学会科普利奖章的获得者哈罗德·杰弗里斯爵士（数学，1919），还有前英国地质调查局的局长金斯利·查尔斯·邓纳姆爵士（地理学，1930），现任卡迪夫大学副校长戴维·格兰特博士（1974），杜伦大学副校长克里斯·希金斯博士（1979），以及兰卡斯特大学副校长保罗·韦林斯（理学硕士）也都是杜伦的毕业生。
一些杜伦校友在商界也占有至高的地位。公平贸易组织Traidcraft的创立者理查德·亚当斯（社会学），鹰眼跟踪球系统的发明者保罗· 霍金斯（人工智能博士），社区服务志愿组织的行政总裁伊丽莎白·胡德里斯夫人（社会学），福特汽车公司前总裁和首席运营官尼克·谢勒爵士（德语，1966），制作了《酷狗宝贝》的阿德曼动画公司的共同创始人戴维·斯普罗克斯顿（地理，1976），伊甸园计划的共同创始人蒂姆·斯密特（考古学和人类学），以及英国货币委员会委员大卫·沃尔顿（经济学和数学，1984），香港著名商人及富豪趙世曾（建築學）。
杰出的新闻记者和媒体专家包括1967年至1981年《星期日泰晤士报》的编辑哈罗德·埃文斯爵士（政治学和经济学），《星期日电讯报》的记者奈杰尔·法恩奈德（哲学）和英国广播公司六点档新闻主持人乔治·阿拉加（政治学）。马修·阿姆罗里瓦拉（法律和政治学，1984）是英国广播公司新闻频道和《BBC一周新闻》的主持人。毕蒂·巴克斯（1955）是BBC儿童栏目《蓝色彼得》的前任制片人。亚瑟·博斯特罗姆（荣誉文学士）因在英国广播公司一档长期的情景喜剧《Allo 'Allo》中扮演克拉布特里官员而出名。杰米·坎贝尔（英国文学）是电影制片人，与阿拉斯泰尔·福瑟吉尔（动物学，1983）一起成为了《蓝色星球》、《地球脉动》、和《地球》等系列的制片人。希拉·弗加特（现代语言学，1988）是英国广播公司五电台早餐直播秀的现任主持人，而洛林·海葛塞（英语语言与文学）是第一位英国广播公司一台的女性台长。克里斯·特里尔（人类学和地理学）是一位纪录片制片人、作家和冒险家，因是唯一一位通过皇家海军陆战队测试的平民而获得荣誉的绿色贝雷帽而成名。另外从杜伦大学毕业的英国广播公司主持人还包括BBC早餐栏目的体育主持人克里斯·霍林斯，以及嘉比·洛根（法学，1995），凯特·希尔弗顿（心理学），杰里米·瓦因（英语），蒂姆·威尔科克斯（西班牙语）和妮娜·侯赛因（英语语言和语言学）。著名的作家包括《格林先生的冒险》的作者爱德华·布拉德利，《女雕刻家》和《毒舌钩》的作者米内特·沃尔特斯（法语，1971），以及《失落的约柜》（又名《符号与印章》）的作者格雷厄姆·汉考克（社会学，1973）。出生于香港的科幻作家吳志麗也是杜伦大学的校友。

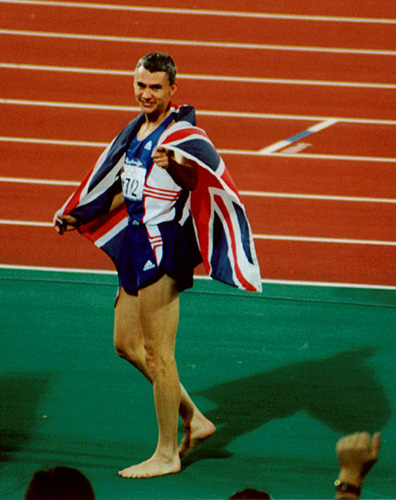
乔纳森·爱德华兹，前英國三級跳運動員

在体育领域，威尔·嘉灵（心理学）和菲尔·格兰威尔（经济学）都曾是英格兰橄榄球队的队长，威尔·绿林（经济学，1994）曾任副队长。奥运会三级跳远金牌获得者乔纳森·爱德华兹（物理学，1987），1992年夏季奥运会单人皮划艇运动员韦德·霍尔-克雷格斯（MBA），c北京奥运会铜牌获得者斯蒂芬·罗博瑟姆（商务经济学），前英格兰板球队队长纳赛尔·侯赛因（数学），以及现任队长安德鲁·斯特劳斯（经济学）都是其中的佼佼者。